# Rue de la Cossonnerie
Rue de la Cossonnerie är en gata i Quartier des Halles i Paris första arrondissement. Gatans namn är av oklart ursprung. Rue de la Cossonnerie börjar vid Boulevard de Sébastopol 39 och slutar vid Rue Pierre-Lescot 6.

## Omgivningar
- Saint-Eustache
- Jardin Anne-Frank
- Centre Georges-Pompidou
- Les Halles
- Rue de la Grande-Truanderie
- Rue de la Petite-Truanderie
- Rue du Cygne
- Passage de la Reine-de-Hongrie
- Rue des Prêcheurs

## Bilder
| - Gatuskylt. - Saint-Eustache. - Skulpturen Écoute framför Saint-Eustache. - Jardin Anne-Frank. |

## Kommunikationer
- Tunnelbana – linje  – Les Halles
- Busshållplats Les Halles – Centre Georges-Pompidou – Paris bussnät

### Webbkällor
- ”Rue de la Cossonnerie”. Mairie de Paris. https://web.archive.org/web/20150910073255/http://www.v2asp.paris.fr/commun/v2asp/v2/nomenclature_voies/Voieactu/2353.nom.htm. Läst 23 oktober 2023.
- ”Rue de la Cossonnerie (1er arrondissement)”. Les rues de Paris. https://web.archive.org/web/20190706225217/http://www.parisrues.com/rues01/paris-01-rue-de-la-cossonnerie.html. Läst 23 oktober 2023.